# Grosio
Grosio (lombardul: Gros) település Olaszországban, Sondrio megyében. Lakosainak száma 4338 fő (2023. január 1.). Grosio Monno, Sondalo, Valdisotto, Grosotto, Valdidentro, Vezza d’Oglio és Poschiavo községekkel határos.

## Népesség
A település népességének változása:
| Lakosok száma | 4438 | 4431 | 4338 |
|               | 2017 | 2018 | 2023 |